# Trocadero
Trocadero este un cartier în Constanța. Acest cartier se învecinează cu cartierele Coiciu, Casa de Cultură și Centru.
Axele principale ale cartierului sunt Str. Poporului (care delimitează Trocadero de Casa de Cultură), Strada Panselei (care îl delimitează de Centru) și Bd. Alexandru Lăpușneanu (care îl delimitează de Coiciu).

 Acest articol despre o localitate din județul Constanța este deocamdată un ciot. Puteți ajuta Wikipedia prin completarea lui.